# 时代金融中心
时代金融中心（英語：One Lujiazui）是一幢坐落在上海陆家嘴的商业建筑，与招商银行上海大厦相邻，与恒生银行大厦和黄金置地大厦隔路相望。

## 历史
2008年建成竣工，大厦高269米，发展商为上海迪威行置业发展有限公司，由日建设计设计。大厦共占地9629平方米，建筑面积为110,869.63平方米。1到4层为商用裙房，5到51层为办公主楼。值得注意的是，其整体建筑与陆家嘴中心绿地轴线是成45度角的。截止2013年末，时代金融中心是上海第八高的建筑，也是世界第152高的建筑。

## 入驻机构
- 科威特驻上海总领事馆（16层1601-1604）

## 交通
- 2号线陆家嘴站